# Lista de capítulos de Saint Seiya: The Lost Canvas Gaiden
O mangá Saint Seiya: The Lost Canvas Gaiden escrito e ilustrado por Shiori Teshirogi, foi publicado pela editora Akita Shoten. O mangá é um spin-off das séries The Lost Canvas e Saint Seiya de autoria de Shiori Teshirogi e Masami Kurumada, respectivamente. O primeiro capítulo de The Lost Canvas Gaiden foi publicado em maio de 2011 na revista Weekly Shōnen Champion, onde foi publicado até o capítulo 45 em abril de 2012. Posteriormente, foi transferido para a revista Bessatsu Shōnen Champion onde passou à ser publicado a partir de junho de 2012 e a publicação encerrou em março de 2016, no capítulo 89, contando com 16 volumes. Nesta página, os capítulos estão listados por volume, com seus respectivos títulos originais (títulos originais na coluna secundária, os volumes de The Lost Canvas Gaiden não são titulados).
No Brasil, é licenciado pela editora JBC, e foi publicado entre agosto de 2012 e novembro de 2016.

## Volumes 1-8
| Peixes - 1. Solidão - 2. Criança dos Jardins, Criança dos Campos - 3. O Curandeiro - 4. Elo Carmesim - 5. Irmão de Sangue - 6. Pefko - 7. Dríades - 8. Lírios Carmesim - 9. Laços Humanos | 魚座 (Pisukesu) - 1. 孤独 (Kodoku) - 2. 園の子、畑の子 (Sono no Ko, Hata no Ko) - 3. 癒しの人 (Iyashi no Hito) - 4. 赤い絆 (Akai Kizuna) - 5. 血族 (Ketsuzoku) - 6. ペフコ (Pefuko) - 7. ドリュアス (Doryuasu) - 8. 赤い鈴蘭 (Akai Suzuran) - 9. 人の絆 (Hito no Kizuna) |

| Escorpião - 10. O Escorpião e a Garota - 11. A Pequena Deusa - 12. Sacerdote das Bestas - 13. O Homem que Arranca Couro - 14. Dor Intensa e Sentimentos - 15. O Dia do Ritual (Citlaloizca) - 16. Não Estou Mais Frio - 17. Ultrapassando o Clímax - 18. O Advento da Deusa - Extra. Interlúdio do Escorpião | 蠍座 (Sukorupio) - 10. さそりと少女 (Sasori to Shōjo) - 11. 小さな女神 (Chīsana Megami) - 12. 獣の神官 (Kemono no Shinkan) - 13. 皮剥ぎの男 (Kawa Hagi no Otoko) - 14. 激痛と実感 (Gekitsū to Jikkan) - 15. 祭祀の日 (Shitorarohisuka) - 16. もう寒くない (Mō Samukunai) - 17. 絶頂突破 (Zecchō Toppa) - 18. 女神誕生 (Megami Tanjō) - Extra. Scorpion's Interlude |

| Aquário - 19. Mago do Gelo - 20. A Caixa de Joias de Garnet - 21. Flint - 22. Pai e Mestre Desaparecidos - 23. A Visão de Koh-i Noor - 24. Tourmaline e Chalcedony - 25. O Segredo de Garnet - 26. Nas Profundezas da Caixa de Joias - 27. Esquife de Gelo | 水瓶座 (Akueriasu) - 19. 氷の魔術師 (Kōri no Majutsu-shi) - 20. 石榴石の宝石箱 (Zakuroishi no Hōseki-bako) - 21. 火打石 (Furinto) - 22. 消えた父と師 (Kieta Chichi to Shi) - 23. 光の山の眺め (Kō-ī-Nūru no Nagame) - 24. 電気石と玉髄 (Torumarin to Karusedonī) - 25. 石榴石の秘密 (Zakuroishi no Himitsu) - 26. 宝石箱深部 (Hōseki-bako Shinbu) - 27. 氷の棺 (Kōri no Hitsugi) |

| Câncer - 28. Cara/Coroa - 29. Nero - 30. Cavaleiro Negro - 31. Baleia Negra - 32. Corvo Negro - 33. Cães de Caça Negro - 34. A Fortaleza de Almas - 35. Altar Negro - 36. Sentimentos de Mestre e Aprendiz | 蟹座 (Kyansā) - 28. 表/裏 (Omote/Ura) - 29. 暗黒 (Nēro) - 30. 暗黒聖闘士 (Burakku Seinto) - 31. 黒き鯨 (Burakku Hoēru) - 32. 黒き烏 (Burakku Kurou) - 33. 黒き猟犬 (Burakku Haundo) - 34. 霊魂の要塞 (Souru Fōtoresu) - 35. 暗黒聖壇星座 (Burakku Arutā) - 36. 師弟の思い (Shitei no Omoi) |

| Capricórnio - 37. Forjador de Espadas - 38. Espada Afiada e Fraca - 39. A Bela Catalania - 40. Zan'ouki - 41. A Maré Negra - 42. Homem Gentil - 43. Lâmina Nua - 44. Sonho Divino - 45. Espada Enferrujada | 山羊座 (Kapurikōn) - 37. 刀鍛冶 (Katanakaji) - 38. あまぎれ (Amagire) - 39. カタラニアの美姫 (Katarania no Biki) - 40. 斬桜鬼 (Zan'ōki) - 41. 黒き潮流 (Kuroki Chōryū) - 42. 優しき男 (Yasashiki Otoko) - 43. 抜き身 (Nuki Mi) - 44. 夢神 (Mushin) - 45. 錆びた刀 (Sabita Katana) |

| Libra - 46. Terra Encantada - 47. Hui de Raposa de Nove Caudas - 48. Mudan de Pardal - 49. Os Olhos Tristes de Feiyan - Extra. Procurando a verdade | 天秤座 (Raibura) - 46. 仙境 (Senkyō) - 47. 九尾狐の灰 (Kyūbi-ko no Fūi) - 48. 雀の牡丹 (Suzume no Mūdan) - 49. 悲しき瞳の飛眼 (Kanashiki Hitomi no Fei-gan) - Extra. Seeking the truth |

| Leão - 50. Balor do Olho Malígno - 51. O Mago das Trevas e o Enviado da Luz - 52. Além dessa Luz, a Sombra do Pai - 53. Aquele que Governa a Luz - Extra. O caminho | 獅子座 (Reo) - 50. 魔眼のバロール (Magan no Barōru) - 51. 闇の魔人と光の使者 (Yami no Majin to Hikari no Shisha) - 52. 父の影、その先の光 (Chichi no Kage, Sono Saki no Hikari) - 53. 光を司る者 (Hikari o Tsukasadoru Mono) - Extra. The way |

| Virgem - 54. Aquele que Busca Deus - 55. Voz Distante - 56. A Verdade do Nirvana - 57. Destino - Extra. Encontro com a imitação de DEUS | 乙女座 (Barugo) - 54. 神を求めし者 (Kami o Motomeshi Mono) - 55. 届かぬ声 (Todokanu Koe) - 56. 涅槃の理 (Nehan no Kotowari) - 57. 縁 (Enishi) - Extra. encounter with imitation of GOD |

## Volumes 9-16
| Touro - 58. As Duas Estrelas Gigantes - 59. Punho Honesto - 60. Aquele que Protege - 61. O Guardião - 62. A Semente do Futuro | 牡牛座 (Taurasu) - 58. 二人の巨星 (Futari no Kyosei) - 59. 愚直なる拳 (Guchokunaru Kobushi) - 60. 守るべきもの (Mamorubeki Mono) - 61. 守護者 (Shugo-sha) - 62. 種子 (Mirai) |

| Sagitário - 63. O Irmão Mais Novo de um Herói - 64. Oráculo - 65. O Arco e sua Corda - 66. Promessa - Extra. Interlúdio do Leão | 射手座 (Sajitariasu) - 63. 英雄の弟 (Eiyū no Otōto) - 64. 神託 (Shintaku) - 65. 弓と弦 (Yumi to Tsuru) - 66. 約束 (Yakusoku) - Extra. Reo's Interlude |

| Gêmeos - 67. Sombra Dourada - 68. Aquele que Amaldiçoa - 69. Lágrimas - 70. Irmãos - Extra. Outro sonho | 双子座 (Jemini) - 67. 黄金色の影 (Gōrudo Shadou) - 68. 凶ツ者 (Magatsu Muno) - 69. 涙 (Namida) - 70. 兄弟 (Kyōdai) - Extra. Other dream |

| Gêmeos - 71. Cicatriz - 72. Aquele Possuído Pela Estrela Maléfica - 73. Aquele que Transcende a Humanidade - 74. Resolução - Extra. Outro sonho | 双子座 (Jemini) - 71. 瑕痕 (Kizuato) - 72. 魔星に魅入られし者 (Masei ni Miirareshi Mono) - 73. 人を超越せし者 (Hito o Chōetsu Seshi Mono) - 74. 覚悟 (Kakugo) - Extra. Other dream |

| Áries - 75. O Sonho de um Ariano - 76. O Mensageiro Atemporal - 77. Vias Cruzadas - 78. Ponto de Retorno - Extra. Passado → Futuro | 牡羊座 (Ariesu) - 75. 牡羊が見る夢 (Ohitsuji ga Miru Yume) - 76. 時を超えた使者 (Toki wo Koeta Shisha) - 77. クロス・ロード (Kurosu Rōdo) - 78. ターニング・ポイント (Tāningu Pointo) - Extra. past → future |

| Áries - 79. Retorno - 80. Os Rebeldes - 81. Clamp - Extra. Yuzuriha Gaiden: O Brasão Cor de Sangue - Extra. Continue para a Lenda | 牡羊座 (Ariesu) - 79. リターン (Ritān) - 80. 反抗者たち (Hankō Mono-tachi) - 81. Clamp - Extra. ユズリハ外伝 血墨の紋 (Yuzuriha Gaiden: Chisumi no Mon) - Extra. Continue to the legend |

| Antigos Gêmeos - 82. Abalando o Santuário - 83. Erosão - 84. Os Traidores - 85. Santuário em Desordem - Extra. O Sucessor | 老双子 (Rō Futago) - 82. 揺れる聖域 (Yureru Sankuchuari) - 83. 侵食 (Shinshoku) - 84. 裏切者 (Uragiri Mono) - 85. 混迷の聖域 (Konmei no Sankuchuari) - Extra. the successor |

| Antigos Gêmeos - 86. Chamas Suaves - 87. Libra Mergulhado na Escuridão - 88. Mudança de Aparência - 89. Momento Decisivo - Extra. O Portão para o Amanhã | 老双子 (Rō Futago) - 86. 静かなる炎 (Shizukanaru Honō) - 87. 闇に染まる天秤座 (Yami ni Somaru Raibura) - 88. 変容 (Hen'yō) - 89. 決意のとき (Ketsui no Koku) - Extra. the gate to the tomorrow |